# Adler & Oppenheimer

Schutzmarke der Adler & Oppenheimer AG

Adler & Oppenheimer war zeitweilig der größte Konzern der europäischen Lederindustrie. Die Adler & Oppenheimer Aktiengesellschaft war der gewerbliche Mittelpunkt des Konzerns. Umgangssprachlich waren Konzern und Aktiengesellschaft als A & O bekannt. Das Unternehmen wurde 1872 in Straßburg gegründet und war ab 1900 eine Aktiengesellschaft. Der Unternehmenssitz wurde 1920 nach Berlin verlegt. Große Betriebsstätten der AG bestanden in Neustadt-Glewe und in Neumünster. Weitere wichtige Konzern-Betriebsstätten bestanden in Oisterwijk (Niederlande), Wiltz (Luxemburg) und Littleborough in der Nähe von Manchester.
Die Mehrheit am Konzern hielten die deutsch-jüdischen Eigentümerfamilien Adler und Oppenheimer. Rechtlicher Kern des A & O-Konzerns war ab 1919/20 die weitgehend als Holding fungierende N.V. Amsterdamsche Leder Maatschappij (Almi). Die Umbenennung der Adler & Oppenheimer AG in Norddeutsche Lederwerke AG 1940/41 stand im Zusammenhang mit der Arisierung des Unternehmens.
Die Nachkriegsgeschichte der weitgehend restituierten westeuropäischen Werke war ab etwa 1960 von einer zunehmend existenziellen Krise der Lederindustrie gekennzeichnet, die zur Schließung der Betriebe führte. Allein im Nachfolgeunternehmen in Neustadt-Glewe, dem VEB Lederwerk August Apfelbaum, wurde bis zur „Wende“ in bedeutenden Mengen Leder produziert.

## Gründungs- und Aufbaujahre (1872–1919)
Isaak Adler wurde 1837 in Obergimpern (Baden) geboren. Sein Schwager, Ferdinand Oppenheimer, stammte aus Kleinhausen (Bergstraße). Im Jahr 1871 übersiedelten die Familien der beiden Männer nach Straßburg im Elsass, das nach dem Deutsch-Französischen Krieg 1870/71 dem Deutschen Reich einerverleibt worden war. Sie gründeten dort am 6. Mai 1872 die Adler & Oppenheimer OHG Ledergroßhandlung. Am 10. Juni des gleichen Jahres errichteten sie im Straßburger Stadtteil Montagne-Vertedie eine Lederfabrik. Das Unternehmen hatte durch die Einführung der Chromgerbung großen wirtschaftlichen Erfolg. Im Jahr 1889 bauten zwei Kinder der Gründer, Friedrich Léon Adler und Julius Oppenheimer, eine neue Gerberei im wenige Kilometer entfernten Lingolsheim.
Die Familien Adler und Oppenheimer gehörten bald zu den führenden Industriellen-Familien Elsaß-Lothringens. Die Bedeutung der Familien manifestierte sich beispielsweise in der Wahl des Unternehmensgründers Isaak Adler im Jahre 1885 als erstem deutschen Juden in den Straßburger Stadtrat.
1900 wurde das Unternehmen in die Aktiengesellschaft Adler & Oppenheimer A.-G., Strassburg i. Els. umgewandelt. Vier Söhne der Gründer bildeten den Vorstand der Aktiengesellschaft: Otto und Carl Adler (1872–1957) sowie Clemens und Julius Oppenheimer (1874–1939). Mit dem Aufsichtsratsvorsitz wurde Louis Hartog, der Gründer und Mitbesitzer der Gocher Lederwerke, beauftragt. Produziert wurden vor allem Schuhleder und andere hochwertige Lederwaren von internationalem Ruf.
Nach Gründung der Aktiengesellschaft stand ausreichend Kapital zur Verfügung, um weitere Betriebsstätten zu gründen bzw. zu kaufen. Die erste neue Fabrik („Lederwerke Neustadt in Mecklenburg“) sollte im mecklenburgischen Neustadt-Glewe entstehen und Rindsleder produzieren. Im Herbst 1910 begann der Bau; im Sommer 1911 wurde die erste Gerbung mit Eichenlohe durchgeführt. Der Betrieb stand im mehrheitlichen, jedoch nicht im vollständigen Eigentum von Adler & Oppenheimer.

Gewinnentwicklung Adler & Oppenheimer AG vom 1911/12 bis 1921/22 in Mark (Quelle: jährliche Geschäftsberichte)

Im Geschäftsjahr 1912/13 gründete das Unternehmen die Adler & Oppenheimer Wohlfahrtsgesellschaft m.b.H. (Stammkapital: 30.000 Mark), die die Lingolsheimer Sozialeinrichtungen von A & O unterhielt. Das Lingolsheimer Werk umfasste ein Werkskasino, eine Badeanstalt und ein Geschäft. Für die Arbeiter und deren Familien gab es eine Bibliothek und Klassenräume. Schon 1906 hatte das Unternehmen der Stadt Lingolsheim 10.000 Mark für Schulzwecke gestiftet und jährliche weitere Zahlungen abgekündigt.
Adler & Oppenheimer machte als Lederlieferant im Ersten Weltkrieg gute Geschäfte. Der Umsatz verdoppelte sich von 24 Mio. Mark im Geschäftsjahr 1911/12 auf knapp 50 Mio. 1914/15 und sank auch danach nur leicht. Der Gewinn stieg in den ersten drei Kriegsjahren stark überproportional an (siehe Grafik). Die Adler & Oppenheimer AG geriet 1916 in das Visier der deutschen Steuerbehörden, die danach trachteten „Kriegsgewinne“ abzuschöpfen. Das Unternehmen zeichnete für 8 Millionen Mark Anteile der dritten Kriegsanleihe. Bei Kriegsende 1918/19 waren im Elsässer Stammwerk 2000 bis 2500 Arbeiter beschäftigt.
Vor dem Ende des Ersten Weltkriegs konnten Adler & Oppenheimer die Aktienmehrheit der Lederfabrik Emil Köster AG in Neumünster erwerben. Durch die gute Eisenbahnanbindung an den Hamburger Hafen, über den sowohl Rohhäute wie auch Gerbstoffe in großen Mengen importiert wurden, sowie durch das Fehlen einer restriktiven Wassergesetzgebung in Schleswig-Holstein bis 1913 hatte sich in Neumünster eine bedeutende Lederindustrie entwickelt.
Nach Ende des Ersten Weltkriegs gab es Ende 1918 erste Zwangsmaßnahmen zu Lasten des Lingolsheimer Unternehmensteils im Rahmen der Wiedereingliederung des Elsass in die Republik Frankreich. Am 2. Januar 1919 wurde der gesamte elsässische Besitz von Adler & Oppenheimer von der französischen Militärverwaltung beschlagnahmt. In den folgenden Monaten gab es Bemühungen, die Gründerfamilien nach Deutschland auszuweisen. Ein erster Ausweisungsversuch scheiterte am Widerstand von französischen Parlamentsabgeordneten des Departements Bas-Rhin und der Straßburger Stadtregierung. Am 17. März 1920 mussten die Familien dennoch Frankreich verlassen. Das Werk in Lingolsheim galt damals als größtes Lederwerk Europas und wurde durch die französische Justizverwaltung an eine Gruppe französischer Investoren verkauft. Das Werk hieß ab 1920 Tanneries de France und hatte in den Folgejahren Probleme durch den eingeschränkten Zugang zu dem deutschen Markt.
Trotz der Ausweisung blieben die Familien Straßburg verbunden. Viele der vor dem Zweiten Weltkrieg verstorbenen Familienmitglieder wurden auf dem Jüdischen Friedhof Koenigshoffen bestattet. Ann L. Oppenheimer (1912–2008), Tochter von Julius Oppenheimer, überließ 1961 und 2004 den Museen der Stadt Straßburg insgesamt elf Gemälde von großem Wert.

## Neubeginn außerhalb Straßburgs (1920–1930)

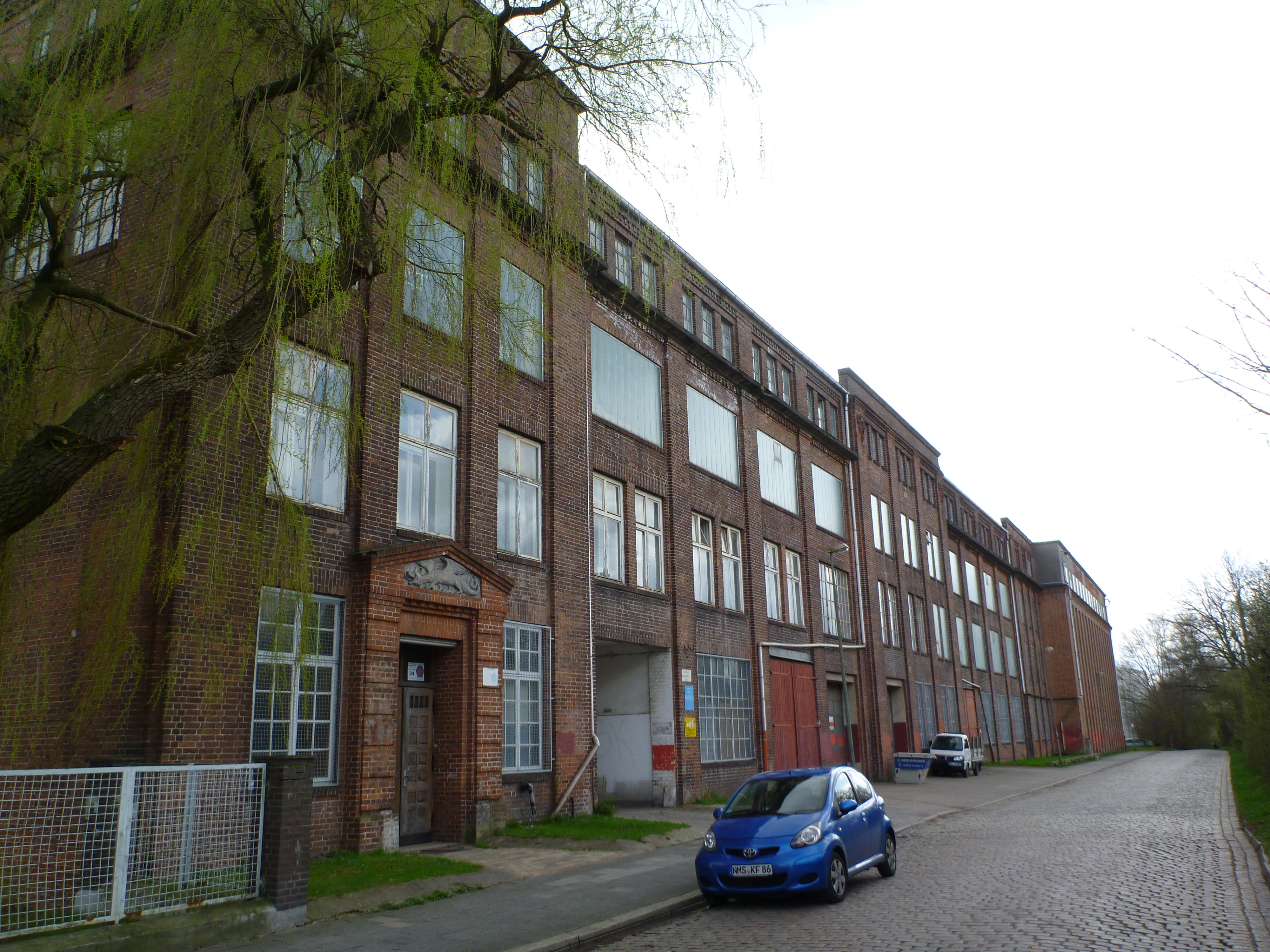
Das ehemalige Neumünsteraner Werksgelände (Ansicht Wrangelstraße)

Eine außerordentliche Hauptversammlung der Adler & Oppenheimer AG verlegte am 31. März 1920 den Sitz des Unternehmens nach Berlin. Das Unternehmen erhielt von der Reichsregierung entsprechend den Vereinbarungen des Friedensvertrages von Versailles für die Enteignung des Lingolsheimer Werks eine Entschädigung von 48 Millionen Mark. Diese Entschädigung sollte in den Neuaufbau der Produktion fließen. Mit den Mitteln wurden die Anteile an der Lederfabrik Emil Köster AG in Neumünster und an der Lederwerke Neustadt G.m.b.H. vollständig übernommen und die Betriebe erheblich ausgebaut. In Frankfurt am Main, Köln und Pirmasens wurden Verkaufsniederlassungen gegründet. Weiterhin wurden Lederfabriken in den Niederlanden und in Luxemburg gekauft (siehe unten).
Die Verflechtung mit der niederländischen Lederindustrie ging über den Kauf einer Lederfabrik hinaus. Die Eignerfamilien übertrugen der niederländischen „N. V. Amsterdamsche Leder Maatschappij“ (Almi), die für den Import von Häuten gegründet worden war, ihre Unternehmensanteile an A & O.

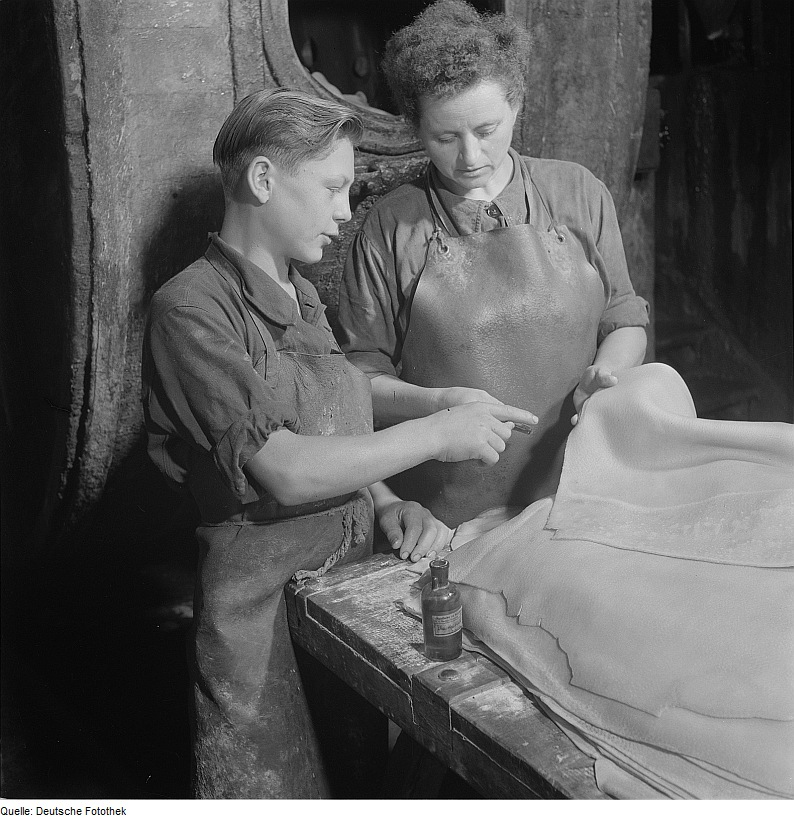
In der Neumünsteraner Lederindustrie waren vergleichsweise viele Frauen angestellt

Das Grundkapital wurde 1920 zunächst um 12 Mio. Mark auf 60 Mio. Mark Stammkapital heraufgesetzt und 1921 um weitere 40 Mio. Mark Vorzugskapital ergänzt. Damit sollte nach Aussagen des Vorstandes einer „Überfremdung“ des Unternehmens vorgebeugt werden. 1923 erwarb Adler & Oppenheimer die Mehrheit an der Aktiengesellschaft für Lederfabrikation München, die jedoch 1930/31 wegen Unrentabilität geschlossen wurde.
Über den Arbeitgeberzusammenschluss Norddeutscher Gerbereiverband war A & O in die Tarifauseinandersetzungen der Jahre 1923/24 einbezogen. Der Deutsche Lederarbeiterverband lehnte eine Arbeitszeitverlängerung auf 49 Stunden/Woche ab. Im Neustadt wurden nach der Einigung der Tarifpartner 50 der zuvor streikenden Arbeiter entlassen; unter ihnen war der KPD-Funktionär und Vertrauensmann August Apfelbaum. In Fortführung des anderweitigen sozialen Engagements förderte das Unternehmen 1924 in Neustadt den Bau von Werkswohnungen.
Nach den wirtschaftlichen Verwerfungen der Hyperinflation wurde das Stammkapital auf 15 Mio. Goldmark, das Vorzugskapital auf 0,12 Mio. Goldmark herabgesetzt. Die Konsolidierung der Lederwerke Neustadt erfolgte 1925; der Wiederaufbau der Produktion war damit abgeschlossen. Im Neumünsteraner Werk kam es 1926 zu einem Großbrand.

## Weltwirtschaftskrise und nationalsozialistischer Zwang (1930–1945)

### Wirtschaftliche Entwicklung
Im Einklang mit der allgemeinen wirtschaftlichen Lage in Deutschland verschlechterten sich die wirtschaftlichen Ergebnisse während der Weltwirtschaftskrise, um sich in der ersten Hälfte der 1930er Jahre wieder zu erholen. Das Werk in Neustadt-Glewe allein beschäftigte Mitte der 1930er Jahre 2000 Menschen. Nach weiteren Umstellungen betrug das Stammkapital von Adler & Oppenheimer 1937 18 Mio. Reichsmark. Ab 1936 sank der Umsatz wieder, vor allem der wichtige Auslandsumsatz. Das Unternehmen betrieb Ende der 1930er Jahre die Produktion von Vache- und Sohlleder, Blankleder, Chromoberleder und Feinleder.

### Nationalsozialistische Repression gegen Betriebsangehörige
Im Jahre 1934 wurde in Bützow ein Prozess wegen „Hochverrats“ gegen 14 Mecklenburger Kommunisten angestrengt. Unter ihnen war August Apfelbaum, der zu achtzehn Monaten Gefängnis verurteilt und von Adler & Oppenheimer endgültig entlassen wurde. 1935 kam es gegen das Verwaltungsgebäude im Neustadter Werk zu ersten antijüdischen Ausschreitungen.
Ab Mitte der 1930er Jahre verschärfte sich auch in Holstein die antijüdische Repression. Ende 1937 siedelten daher leitende Angehörige des Neumünsteraner Werks nach Wiltz um, dem Standort eines luxemburgischen Konzern-Betriebsteils, der IDEAL Lederwerke. Paul Oppenheimer (* 9. Februar 1887 in Straßburg), ein weiterer Sohn des Firmengründers Ferdinand Oppenheimer, war in den 1930er Jahren Betriebsleiter des Neumünsteraner Werks. Er baute zusätzlich in den Jahren 1936/1937 eine Gerberei im englischen Littleborough in Nähe von Manchester auf. Über das Werk konnte er jüdischen Betriebsangehörigen die Flucht nach England ermöglichen. Einschließlich der Familienangehörigen kamen etwa 100 Menschen nach Littleborough. 1946 lebte Paul Oppenheimer selbst in Littleborough. Sein Bruder Clemens Oppenheimer siedelte mit seiner Familie nach Ascona in die neutrale Schweiz über, wo die Familie bis nach dem Krieg lebte. Bereits von Ascona aus führte Clemens Oppenheimer die Verhandlungen über die „Arisierung“ des Unternehmens (siehe nächster Abschnitt). Auch die zwei Töchter von Clemens Oppenheimer, Anne und Hedwig Oppenheimer, verließen Deutschland.

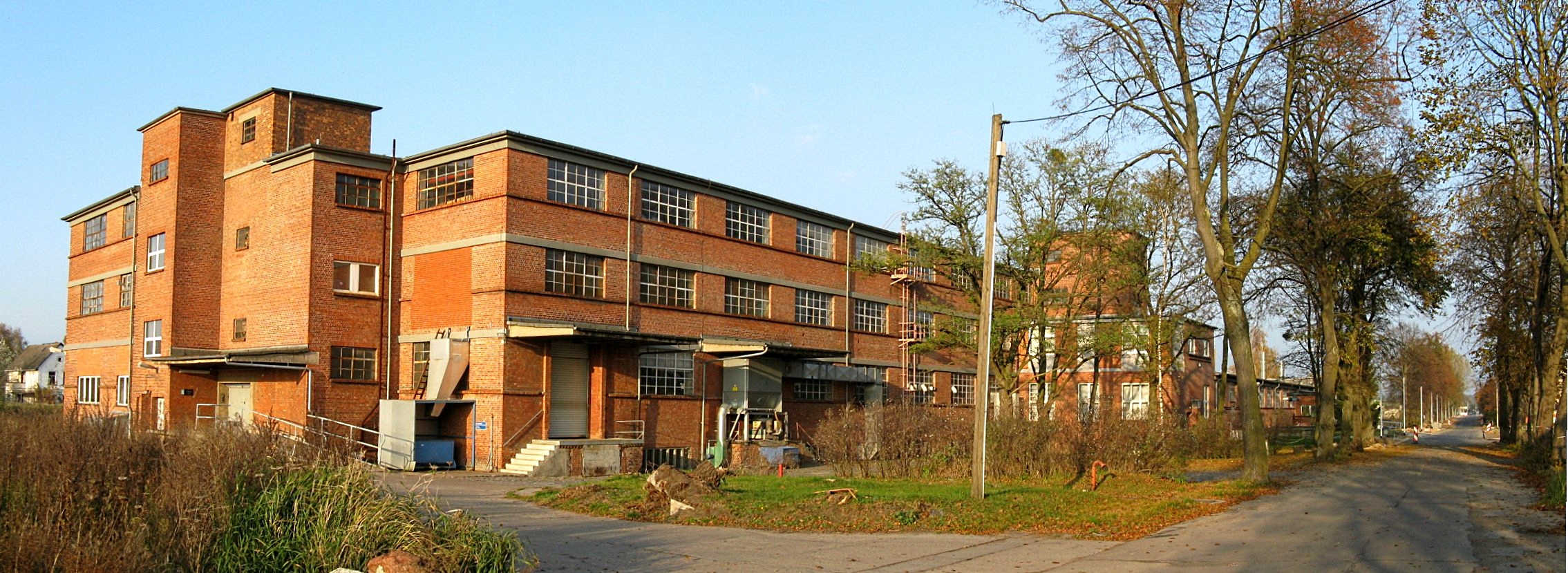
Betriebsgelände des DDR-Nachfolgebetriebs der Norddeutschen Lederwerke AG in Neustadt-Glewe (2007)

### „Arisierung“
Adler & Oppenheimer war während der Zeit des Nationalsozialismus Gegenstand eines komplizierten „Arisierungs-Prozesses“, den Hermann Josef Abs und Walter Pohle für die Deutsche Bank bearbeiteten. Es handelte sich um die größte, ein Industrieunternehmen betreffende Arisierung der Deutsche Bank AG. Beziehungen zur Deutsche Bank AG bestanden mindestens seit 1916, als Adler & Oppenheimer der Bank einen Sitz im Aufsichtsrat des Unternehmens anbot. Abs wurde dann 1938 Mitglied des Aufsichtsrates. Im Juli 1940 beantragte das Unternehmen auf Anweisung des Reichswirtschaftsministers an Abs die Umfirmierung in Norddeutsche Lederwerke AG. Die Norddeutsche Lederwerke AG war in Berlin und Frankfurt börsennotiert.
Die eigentliche „Arisierung“ bestand in der Übernahme eines 75 %-Anteils der Aktien durch ein von der Deutsche Bank AG geführtes Konsortium. Die Übernahme war aus unterschiedlichen Gründen schwierig. Verschiedene NSDAP- und Regierungsstellen wollten verhindern, dass es zu einer weiteren Oligopolisierung der Lederindustrie kam. Dies machte den Weiterverkauf der Aktien schwierig. Da die Norddeutsche Lederwerke AG mehrheitlich einem niederländischen Unternehmen (Almi) gehörte und die Eignerfamilien bereits außerhalb Deutschlands lebten, gab es 1938/39 nur vergleichsweise geringe Druckmittel. Nach der Besetzung der Niederlande konnte zwar direkter Druck auf Almi ausgeübt werden, Almi hatte jedoch einen großen Teil der A & O-Aktien in die USA verpfändet. Weiterhin lebten einige Mitglieder der Eignerfamilien in Frankreich. Deren Aktien konnten nach dem Waffenstillstand mit Frankreich nicht mehr einfach als „Feindeigentum“ beschlagnahmt werden. Einen Gewinn von knapp 2,75 Mio. Reichsmark machte die Deutsche Bank schließlich allein mit dem Weiterverkauf eines Teils der ihr übertragenen Aktien.
Die „Arisierung“ von Adler & Oppenheimer war Gegenstand US-amerikanischer Ermittlungen nach Ende des Zweiten Weltkriegs (OMGUS-Report), sowie von zwei Historikerkommissionen.
Die Geschehnisse wurden nicht nur in historischen Untersuchungen, sondern auch von populären Medien aufgegriffen. Im Mittelpunkt der Betrachtungen steht dabei die Rolle der Deutsche Bank AG während der Zeit des Nationalsozialismus und die persönliche Verantwortung von Hermann Josef Abs für die Verdrängung der jüdischen Eigentümerfamilien. Der Ostberliner Historiker Eberhard Czichon erhob 1970 in diesem Zusammenhang schwere Vorwürfe gegen Abs. Vor Gericht konnte er diese Vorwürfe jedoch nicht belegen. Das Gericht bewertete alle Vorwürfe als unzutreffend und verurteilte Czichon auf Unterlassung und Zahlung von Schmerzensgeld. Dem britischen Historiker Harold James zufolge wurde die Deutsche Bank vor allem wegen der komplexen internationalen Wirtschaftsverflechtungen mit Fällen wie dem von Adler & Oppenheimer befasst; auch Abs’ persönliche Kontakte hätten eine zentrale Rolle bei der „Germanisierung“ von A & O gespielt. Die Transaktion sei schließlich nur im Rahmen der „brutalen deutschen Besatzungspolitik der Niederlande“ durchzusetzen gewesen. Im Zusammenspiel mit amtlichen deutschen Stellen habe sich die Bank an einer Erpressung beteiligt, um die Sicherheit von drei sich noch im Machtbereich Nazi-Deutschlands aufhaltenden Familienmitgliedern gegen die Zustimmung zur Eigentumsübertragung einzutauschen.
James fasst im Hinblick auf A&O und eine Reihe weiterer, von ihm untersuchter Fälle zusammen:

„Abs nutzte eine ungewöhnliche Breite an Kontakten aus – von ausländischen Konzernen wie Unilever, dem Vatikan, über deutsche Wirtschaftsführer bis zu den Verbrechern, die die Übernahmen und Enteignungen in Österreich und der Tschechoslowakei leiteten, bis zu SS und Gestapo. Während er einigen der großen deutsch-jüdischen Dynastien - den Mendelssohns, den Hirschlands, den Oppenheimers und den Adlers – oder den deutsch-tschechischen Petscheks half, verdiente er gleichzeitig Geld für seine Bank und erweiterte seine Kontakte und Interessen.“

### Norddeutsche Lederwerke im Zweiten Weltkrieg
Das Gelände der Norddeutsche Lederwerke AG in Neumünster beherbergte ein städtisches Wohn- bzw. Gemeinschaftslager für Zwangsarbeiter. Das Unternehmen gehörte zu den wichtigsten Arbeitgebern von „Fremdarbeitern“ in der Stadt. Das Werk in der Wrangelstraße hatte erhebliche Kriegsschäden zu verzeichnen.
Im Mecklenburger Werk waren aufgrund der gedrosselten Lederproduktion Betriebsflächen für die Herstellung von Flugzeugmotoren genutzt worden. Das Werk überstand den Krieg ohne Zerstörungen.

## Nachkriegsgeschichte seit 1945

Aktie der Norddeutschen Lederwerke AG vom August 1960

Der Sitz der Geschäftsleitung wurde 1945 nach Neustadt-Glewe, 1949 nach Hamburg und 1961 nach Neumünster verlegt.

### Restitution der jüdischen Eigentümerfamilien
Almi verlangte ab 1947 die Rückübereignung der Norddeutsche Lederwerke AG an die ursprünglichen Eigentümer auf Grundlage des U.S. Law 59. Nachdem die Deutsche Bank AG diese Ansprüche zunächst abgelehnt hatte, suchte die Bank später eine außergerichtliche Einigung. Die Einigung erfolgte mit der Relda Trading Co. Ltd. (New York), die die Interessen der Familien Adler und Oppenheimer vertrat. Im Ergebnis wurde den ehemaligen Eigentümerfamilien über Relda und Almi wieder eine Aktienmehrheit am Unternehmen verschafft. Zusätzlich zahlte die Deutsche Bank insgesamt 1,75 Mio. Deutsche Mark an die beiden Firmen. Hermann Josef Abs blieb Vorsitzender des Aufsichtsrats.

### Neumünsteraner Werk
Im Mai 1962 begannen die Arbeiter der vier großen Neumünsteraner Betriebe der ledererzeugenden Industrie Streiks für die Einführung der 40-Stunden-Woche. Nach dem erfolgreichen Streik begann sich von Neumünster aus in der gesamten Branche die 40-Stunden-Woche durchzusetzen.
Noch in den 1960er Jahren geriet die Lederproduktion im Neumünsteraner Werk in wirtschaftliche Schwierigkeiten. Hinzu kam im Jahre 1966 eine allgemeine Wirtschaftskrise in Deutschland. Am 16. Mai 1966 wurde die Liquidation der Norddeutsche Lederwerke AG beschlossen und die Produktion eingestellt. Die Aktiengesellschaft wurde 1968 gelöscht. Die Gebäude an der Wrangelstraße beherbergen heute Einheiten des Katastrophenschutzes und werden als Lagerfläche, als Möbelhaus und als Diskothek genutzt. Das Werk steht heute auf der Liste der Kulturdenkmale in Neumünster.

### VEB Lederwerk „August Apfelbaum“in Neustadt-Glewe

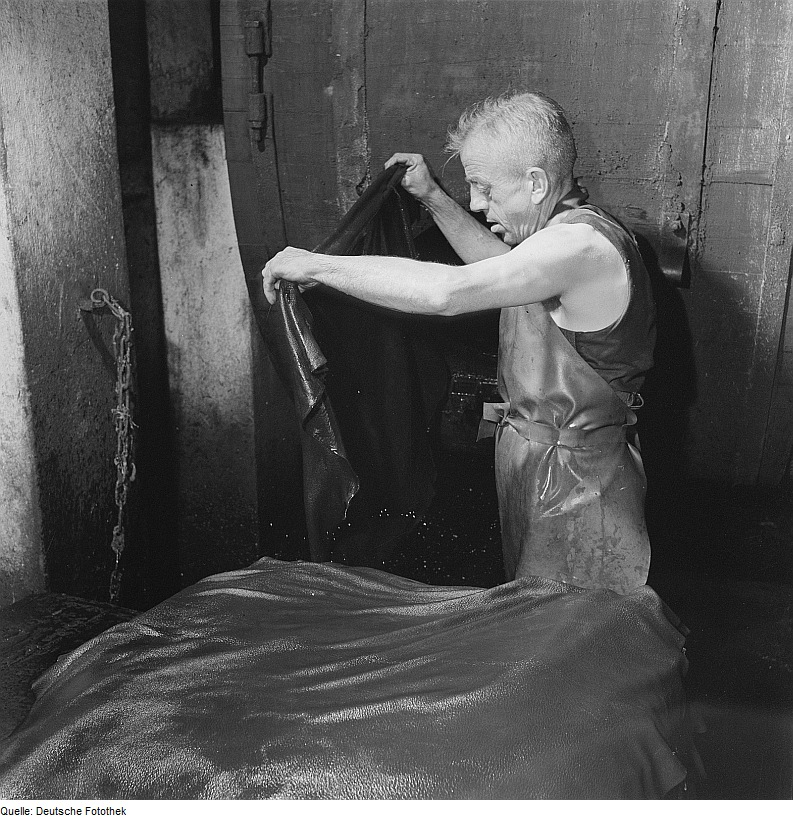
Arbeiter in einem ostdeutschen Lederbetrieb

Das Werk in Neustadt-Glewe war in den Jahren 1945/46 von sowjetischen Demontagen betroffen. Im Juni 1946 entließ die Sowjetische Militäradministration (SMAD) den Betrieb in die Hand der deutschen Verwaltung. Im Jahre 1948 stand das Werk zunächst im Eigentum des Landes Mecklenburg, wurde dann aber in einen volkseigenen Betrieb (VEB) umgewandelt. Ab 1951 führte der Betrieb den Namen VEB Lederwerk „August Apfelbaum“. Mit der Namensgebung wurde der Gewerkschafter und Kommunist August Apfelbaum geehrt, der nach seiner Entlassung bei A & O 1935 nach Lüneburg übergesiedelt war. Seit dem 7. September 1939 war Apfelbaum im KZ Sachsenhausen interniert. Er starb 1945 bei einem alliierten Luftangriff.
Der VEB hatte in der DDR-Zeit bis zu 1700 Mitarbeiter und war der größte lederherstellende Betrieb der DDR. Schwerpunktmäßig wurden Schweinsleder (seit 1949) und Kunstleder (seit 1974) produziert. Die Rindslederproduktion wurde 1972 eingestellt. Ende der 1970er Jahre war der VEB der größte Produzent von Schweinsleder in Europa. In den 1980er Jahren stellte der Betrieb auch medizinische Erzeugnisse und Bekleidungsartikel her. Dem Unternehmen wurden eine Reihe wichtiger Auszeichnungen der DDR verliehen (u. a. Karl-Marx-Orden, Betrieb der ausgezeichneten Qualitätsarbeit). Der VEB war als ein Betrieb in den VEB Kombinat Kunstleder und Pelzverarbeitung Leipzig eingebunden.
Nach 1990 firmierte das Unternehmen als NG Leder GmbH und Nordleder GmbH. Die Lederproduktion wurde 2007 eingestellt. Mit 25 Mitarbeitern werden heute (2010) in einem auf dem Gelände untergebrachten Gewerbepark Konstruktionsteile aus Gummi und Kunststoff gefertigt.

## Internationale Konzern-Betriebsteile und weitere Unternehmensbeteiligungen

### Werk in Wiltz/Luxemburg (Tannerie Idéal)

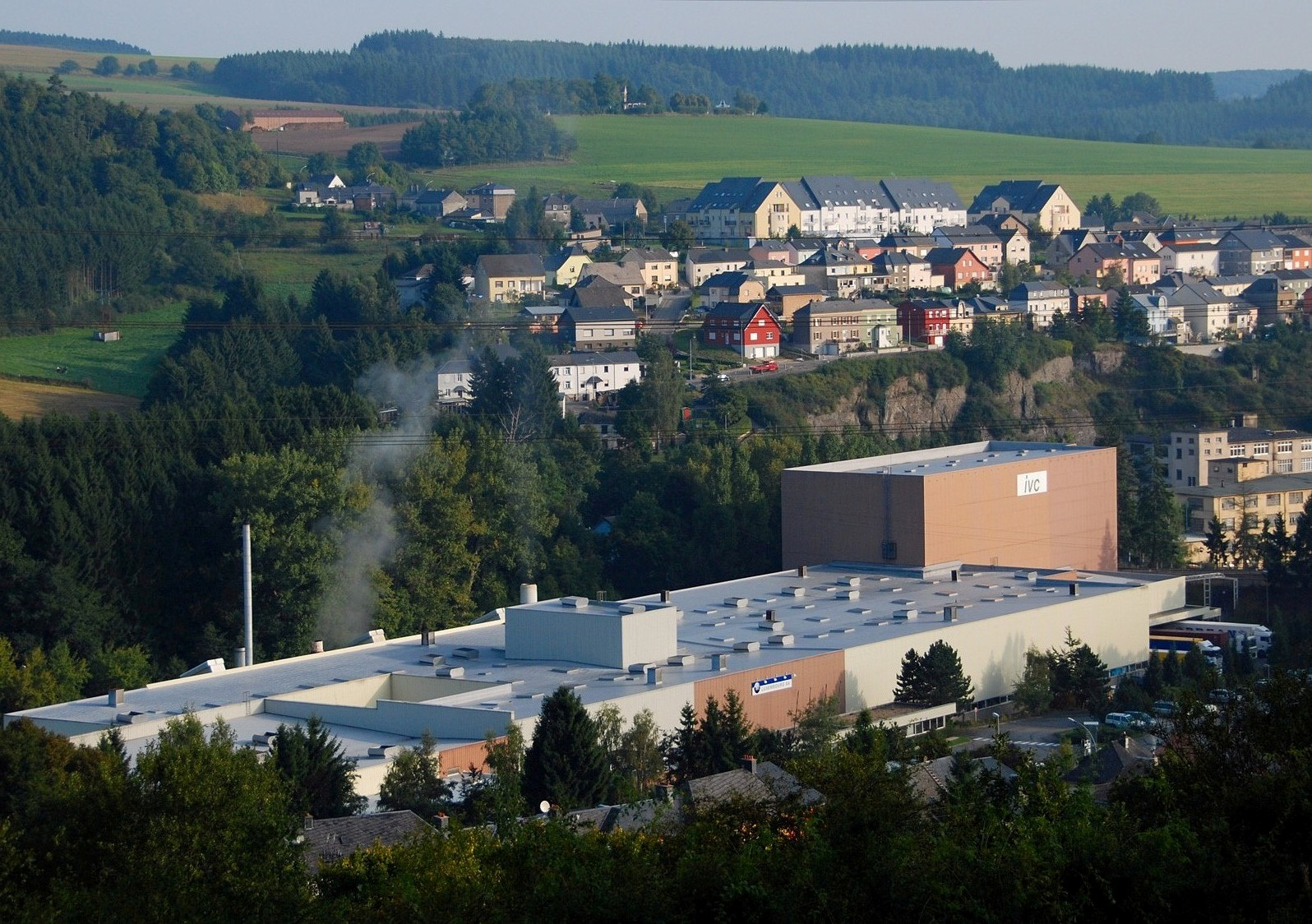
Neubau einer Fabrik für Bodenbeläge in Wiltz auf dem Gelände der IDEAL Lederwerke, alte Gebäude rechts Mitte

Der Ingenieur Fritz Rexroth und der Bankier Ludwig Kiessel aus Saarbrücken hatten 1891 die Ideal Lederfabrik in Wiltz, Luxemburg gegründet. Zur Jahreswende 1911/12 wurde die Fabrik in die Société Anonyme Tannerie de Cuir Idéal eingebracht. Die Gründer hielten gut 95 % des Aktienkapitals von 525.000 Luxemburgischen Francs. Ein Geschäftsschwerpunkt lag auf Antriebsriemen für die Industrie. Angewandt wurde ein neues Verfahren zur schnellen Gerbung mittels Wasserdruck. Im Jahr 1914 hatte das Unternehmen 50 Mitarbeiter und ein Grundkapital von 2 Mio. Francs.
Nach der Entschädigung für den Zwangsverkauf des Werks in Lingolsheim kauften Friedrich Léon Adler und Julius Oppenheimer am 18. Mai 1920 das Unternehmen. Nach einer zwischenzeitlichen Kapitalerhöhung um 4 Mio. Francs erfolgte 1922 eine weitere Erhöhung auf 12 Mio. Francs. Diese neuen Aktien wurden von der niederländischen Almi gezeichnet, die den Familien Adler und Oppenheimer als Holding des A&O-Konzerns diente. 1924 und 1926 kam es zu großen Bränden. Zur Riemenproduktion kommt dieser Jahre die Produktion von Boxcalf und anderem Feinleder hinzu. Das auf Französisch als IDÉAL Tannerie de Wiltz S.A. firmierende Unternehmen hatte 1935 777 Mitarbeiter.
1940 wurde der Betrieb von den Deutschen unter Zwangsverwaltung gestellt und 1942 an Theodor Roth aus Wiesbaden verkauft. 15 % des Kapitals der neuen Gesellschaft (IDEAL Lederwerke AG, Wilz) gingen an die Norddeutsche Lederwerke A.G. Zwischen 1940 und 1944 wurden Teile des Werks von der Maschinenfabrik Zimmermann genutzt. Am 31. August 1942 wehrten sich die Arbeiter gegen Einberufungen in die deutsche Wehrmacht mit Streiks. Diese Arbeitsniederlegungen gaben das Signal für eine damals international beachtete, jedoch von der deutschen Besatzungsmacht brutal niedergeschlagene Streikwelle in ganz Luxemburg. Im Eingangsbereich des Werks gibt es heute eine Erinnerungstafel und in Wiltz ein Ehrenmal.
Nach dem Zweiten Weltkrieg wurde der Name des Unternehmens in Tannerie de cuir IDEAL (Wiltz) geändert. Mit Friederich Léon Adler rückte wieder ein Mitglied der Gründerfamilien in dem Vorstand des Unternehmens ein (Kapital ab 1946: 30 Millionen Luxemburgische Francs). Im Jahr 1948 wurden 1200 Menschen beschäftigt.
Der Strukturwandel in der Lederindustrie erfasste das Werk früh. Es stellte die Produktion am 7. Januar 1961 ein. 1963 nahm auf dem Gelände die Firma Eurofloor die Produktion von Bodenbelägen auf. Nach mehreren Fusionen und Eigentümerwechseln ist das Werk seit 2006 im Besitz der IVC Group.

### Werk in Oisterwijk/Niederlande (Koninklijke Lederfabriek)
1916 gründeten C.J. van der Aa und der Rotterdamer Kaufmann Jan Adolf Vermetten eine Lederfabrik in Oisterwijk (Niederlande). 1920 wurde diese Lederfabrik von der Almi-Holding der Familien Adler und Oppenheimer übernommen. Das dortige Werk war auf die Erzeugung von Kalbsleder spezialisiert.
Mitte August 1928 reorganisierte Almi ihre Verwaltung. 40 Angestellte wurden von Amsterdam, dem Sitz der Almi, nach Oisterwijk versetzt. Für die Zugezogenen wurden in der heute noch „Almistraat“ heißenden Straße Werkswohnungen gebaut. Zu Beginn des Jahres 1930 wurde der Freizeitverein „Almy-Nevelo vereniging“ gegründet. Die ehemalige Telegrammadresse „NEVELO“ des Werks in Oisterwijk gibt bis heute einem Fußballverein in Oisterwijk den Namen, der auf den damaligen Werksverein zurückgeht.
Das Werk erhielt 1932 das Prädikat einer „Königlichen“ Lederfabrik (Koninklijke Lederfabriek te Oisterwijk). Erich Rudolph Adler (* 22. November 1905 in Straßburg als Sohn von Carl Adler) und promovierter Chemiker von Beruf (Studium in Frankfurt/Main) arbeitete ab 1929 als kaufmännischer Direktor des Werks. Er nahm 1935 die niederländische Staatsbürgerschaft an. Hans Ludwig Adler (* 27. Mai 1903 in Straßburg), ein Neffe von Erich Rudolph Adler, war ab 1934 technischer Direktor des Werks. Von Erich Rudolph Adler ist bekannt, dass er im August 1940  mit Frau und Familie nach Amerika flüchtete. Während der deutschen Besetzung der Niederlande im Zweiten Weltkrieg kam der Betrieb unter externe Verwaltung.
Erich Rudolph Adler übernahm nach dem Krieg für einige Jahre das Amt des Aufsichtsrats des Unternehmens. Das Werk wurde dann 1966 an die Hagemeyer N.V. verkauft und firmierte nach einer weiteren Übernahme 1974 als Verenigde Koninklijke Lederfabriek te Oisterwijk N.V. Das Unternehmen bestand bis 1996.

### Werk in Littleborough/England (Lancashire Tanning)
In Littleborough (Greater Manchester) kaufte Paul Oppenheimer 1936 ein leerstehendes Fabrikgebäude, um 1937 eine Chromgerberei für Schuhoberleder zu eröffnen. Dort arbeiteten in den 1940er Jahren bis zu 500 einheimische Kräfte und eine größere Anzahl aus Deutschland geflohener, jüdischer Betriebsangehöriger der Adler & Oppenheimer AG. Das Werk gehörte der Lancashire Tanning Co., Ltd. an der neben den Familien Adler und Oppenheimer sowie zu A & O gehörigen Konzerngesellschaften die langjährigen englischen Vertriebspartner von A & O beteiligt waren. Über das Werk in Littleborough gelang einer Anzahl jüdischer Mitarbeiter und Familienmitglieder der Eignerfamilien die Ausreise nicht nur nach England, sondern auch weiter nach Argentinien und in die USA. Das Unternehmen profitierte von einer hervorragenden Marktposition im Bereich von Chrom-gegerbtem Schuhoberleder in England und könnte sich bald wichtige Regierungsaufträge sichern. Es wird geschätzt, dass etwa zwei Drittel der englischen Kriegsproduktion an Oberleder für Soldatenstiefel aus Littleborough stammten.
Die Lancashire Tannery (Markenzeichen: Lanctan Calf) wurde später von einem US-amerikanischen Unternehmen übernommen und stellte in den 1970er Jahren den Betrieb ein.

### Weitere Unternehmensbeteiligungen
Die Familien Adler und Oppenheimer besaßen Ende der 1930er Jahre ein Drittel des Aktienkapitals der Roth-Händle A.-G., einem Zigarettenhersteller aus Lahr. Julius Oppenheimer war Aufsichtsratsmitglied.